# يورغ فيشر
يورغ فيشر (بالألمانية: Jörg Fischer)‏ هو موسيقي وعازف قيثارة ألماني، ولد في القرن العشرين في ألمانيا.

## وصلات خارجية
- يورغ فيشر على موقع IMDb (الإنجليزية)
- يورغ فيشر على موقع ميوزك برينز (الإنجليزية)
- يورغ فيشر على موقع أول ميوزيك (الإنجليزية)
- يورغ فيشر على موقع ديسكوغز (الإنجليزية)